# Taspoglutid
Taspoglutid ist ein von Roche entwickeltes GLP-1-Analogon, das sich Ende 2009 in den Phase-III-Studien zur Behandlung von Typ-2-Diabetes befand. Die Markteinführung wurde für 2011 oder 2012 erwartet. Im September 2010 gab Roche bekannt, alle Studien mit Taspoglutid abgebrochen zu haben. Grund hierfür waren teils schwere allergische Reaktionen sowie häufige Nebenwirkungen im Magen-Darm-Trakt, hauptsächlich Übelkeit und Erbrechen.
Chemisch handelt es sich um ein aus 37 Aminosäuren bestehendes Peptid.